# Park handlowy

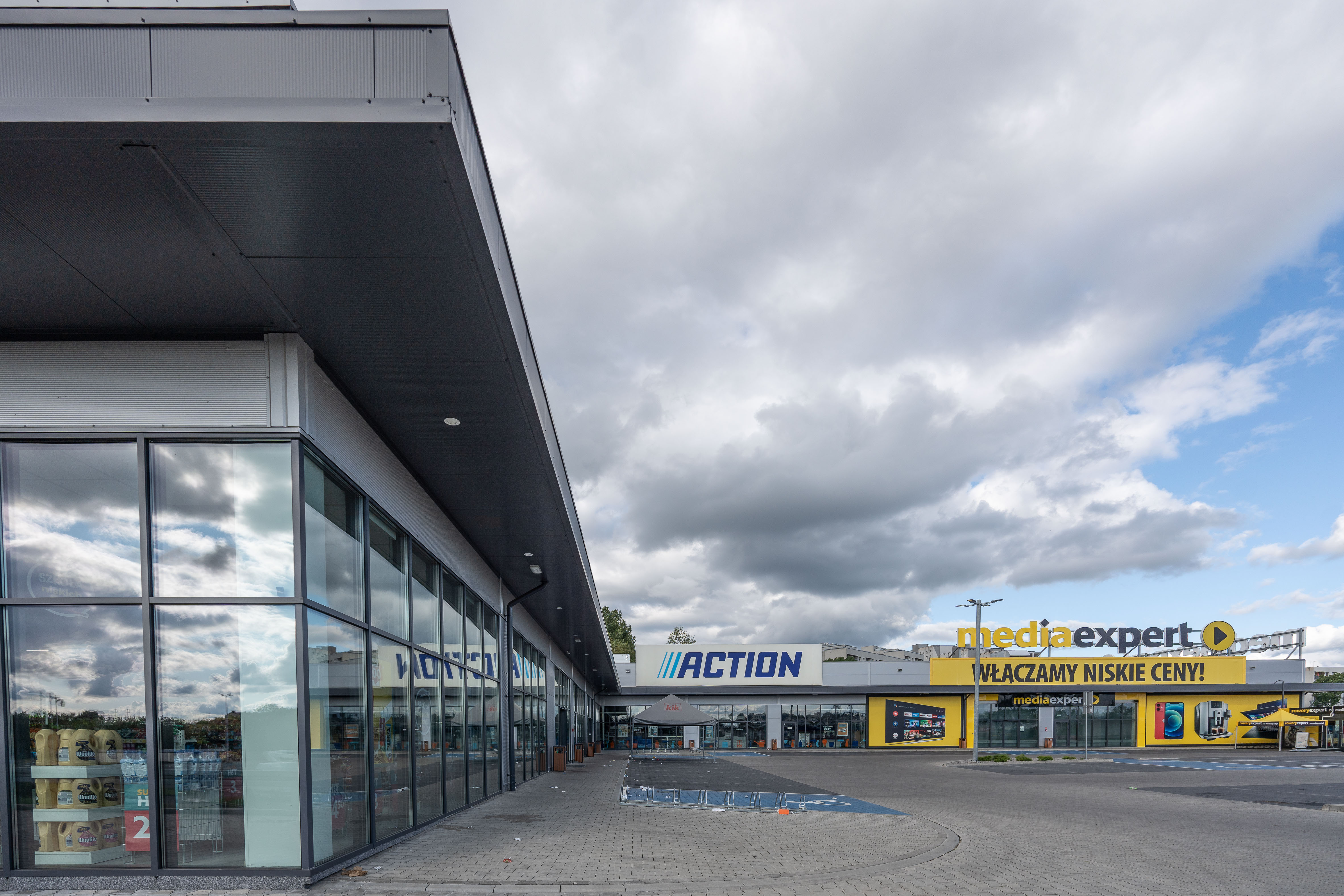
Niewielki, typowy park handlowy

Park handlowy / Retail park — nieruchomość komercyjna z przeznaczeniem dla sieci handlowych, w której zlokalizowane są sklepy zaspokajające podstawowe potrzeby konsumentów, takie jak: zakupy spożywcze, drogerie, apteki; jest nastawiony na szybkie i wygodne zakupy przy jednoczesnej ofercie obejmującej kilka różnych sieci handlowych, najczęściej uzupełniających się. W przeciwieństwie do centrów handlowych skupia się na zaspokajaniu podstawowych potrzeb konsumenckich bez oferowania rozrywki czy gastronomii. 
Początki rynku parków handlowych w Polsce ma w latach 90. XX w; pierwsze tego typu nieruchomości powstawały właśnie wtedy, a ich najdynamicznieszy rozwój nastąpił po 2020 roku.

## Zobacz także
- dom handlowy
- dom towarowy
- centrum handlowe